# Nhận con nuôi

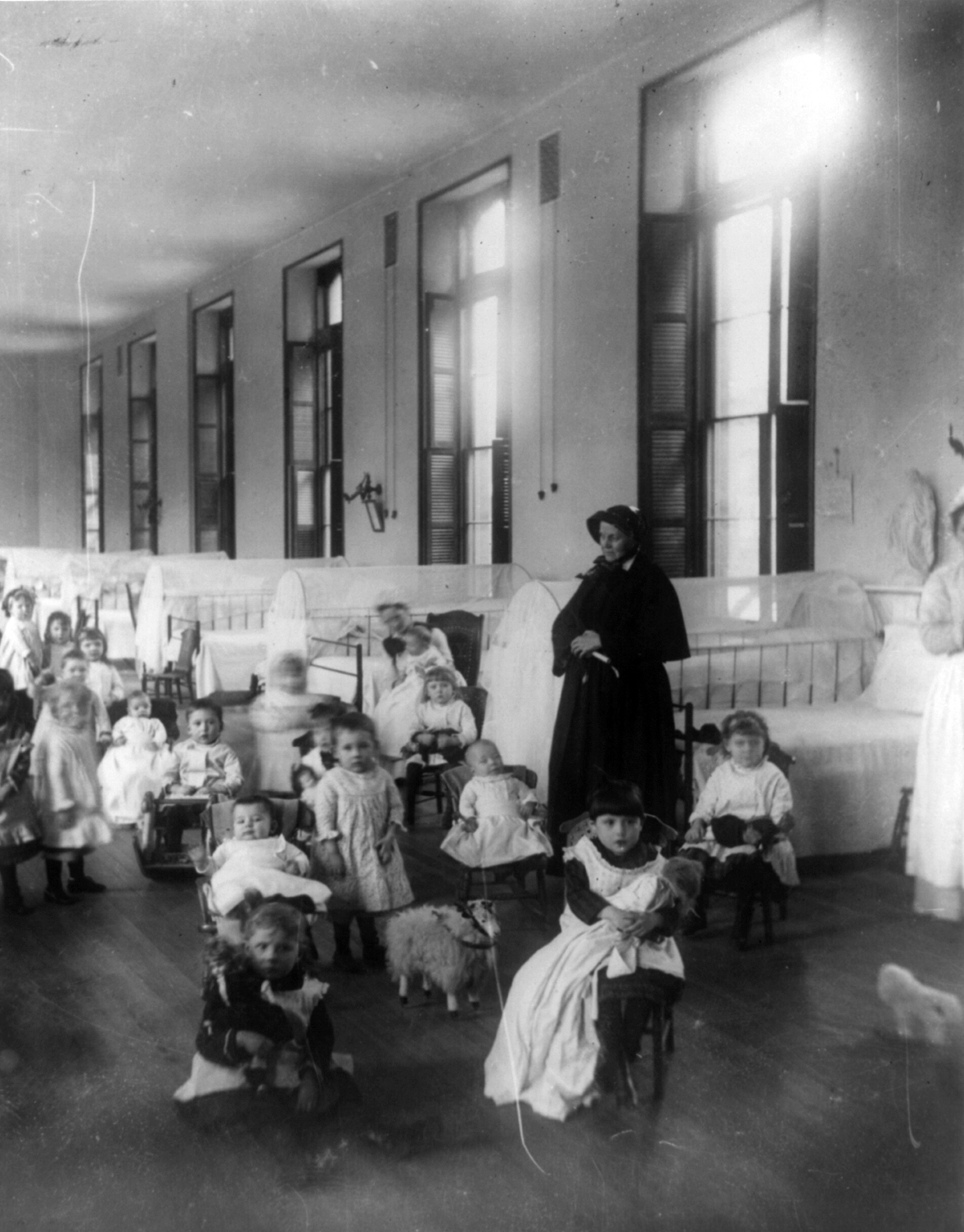
Sister Irene of New York Foundling Hospital với trẻ em. Nữ tu Irene là một trong những người tiên phong trong việc nhận con nuôi hiện đại, thiết lập một hệ thống để nuôi dạy con cái thay vì thể chế hóa chúng.

Nhận con nuôi là một quá trình trong đó một người lãnh trách nhiệm làm cha mẹ của một người khác, thường là của một đứa trẻ, từ bố mẹ sinh học hoặc mang tính luật pháp của đứa trẻ đó, và khi làm như vậy, đã chuyển mọi quyền lợi cũng như trách nhiệm, bao gồm cả việc báo hiếu, từ cha mẹ sinh học sang người mới.
Không giống như việc giám hộ hoặc các hệ thống khác được thiết kế để chăm sóc trẻ, việc nhận con nuôi có ý định thực hiện thay đổi vĩnh viễn về trạng thái mối quan hệ và do đó đòi hỏi sự công nhận xã hội, thông qua pháp luật hoặc tôn giáo. Về mặt lịch sử, một số xã hội đã ban hành các luật cụ thể điều chỉnh việc nhận con nuôi; trong khi một số người đã cố gắng để đạt được việc nhận nuôi thông qua các phương tiện ít chính thức hơn, đặc biệt là thông qua các hợp đồng quy định về quyền thừa kế và trách nhiệm làm cha mẹ mà không có liên quan gì đến việc báo hiếu. Các hệ thống hiện đại của việc nhận con nuôi, phát triển trong thế kỷ 20, có xu hướng được quản lý thông qua các tình trạng quan hệ và luật pháp rõ ràng.
Người nhận con nuôi thường bị ràng buộc bởi trách nhiệm nuôi dưỡng và giáo dục, khác với người nhận con tinh thần (hoặc nhận con nuôi trưởng thành) ở chỗ chuyển giao quyền thừa kế.

## Lịch sử

### Cổ xưa
Trong khi hình thức nhận con nuôi hiện đại xuất hiện ở Hoa Kỳ, các hình thức nhận con nuôi cổ xưa đã xuất hiện trong suốt lịch sử. Ví dụ, Bộ luật Hammurabi nêu chi tiết về các quyền của người chấp nhận và trách nhiệm của cá nhân được thông qua. Thực tiễn nhận con nuôi ở Rôma cổ được nêu rõ trong Codex Justinianus.